# Oxycrates
Oxycrates is een geslacht van vlinders van de familie sikkelmotten (Oecophoridae).

## Soorten
- O. fulvoradiella Legrand, 1966
- O. longodivisella Legrand, 1966
- O. reunionella Guillermet, 2011
- O. xanthopeda Meyrick, 1930